# Tridentifrons microsema
Tridentifrons microsema är en fjärilsart som beskrevs av George Francis Hampson 1918. Tridentifrons microsema ingår i släktet Tridentifrons och familjen nattflyn. Inga underarter finns listade i Catalogue of Life.